# 劳里诺
劳里诺（義大利語：Laurino），是意大利萨莱诺省的一个市镇。总面积69平方公里，人口1756人，人口密度25.4人/平方公里（2009年）。ISTAT代码为065061。